# Nicolas Meitinger
Nicolas Meitinger (* 10. Februar 1984 in Köln) ist ein deutscher Berufsgolfer. Seit 2005 ist er Profigolfer.
Er nimmt derzeit an der Challenge Tour teil und spielte auch bereits bei einigen Turnieren der PGA European Tour mit. Am 8. Mai 2011 gewann er die ALLIANZ Challenge de France.